# (9383) Montélimar
(9383) Montélimar, désignation internationale (9383) Montelimar, est un astéroïde de la ceinture principale.

## Description
(9383) Montélimar est un astéroïde de la ceinture principale. Il fut découvert par Eric Walter Elst le 9 octobre 1993 à l'observatoire de La Silla. Il présente une orbite caractérisée par un demi-grand axe de 3,04 UA, une excentricité de 0,164 et une inclinaison de 2,218° par rapport à l'écliptique.
Il fut nommé en hommage à la ville de Montélimar.

## Compléments